# Разлика између оогенезе и сперматогенезе
Ово је главни чланак из серије чланака о разлици између:
- Оогенезе, виду гаметогенезе којим настају јајне ћелије, и
- Сперматогенезе, виду гаметогенезе којим настају сперматозоиди.

Постоји неколико суштинских разлика између оогенезе и сперматогенезе. Те разлике постоје као резултат функционалне разлике мушког и женског гамета.
Процес оогенезе код женског пола прилагођен основној функцији јајне ћелије, а то је — адекватно развиће ембриона (јајна ћелија треба да садржи 100.000 митохондрија, потребних за дисање зигота, и преко 4 милиона рибозома, за синтезу протеина). Због тога је фаза раста у оогенези битно израженија од ове фазе у сперматогенези. Такође, у оогенези нема резервних оогонија, као што је то случај у сперматогенези. Чак напротив, ембрион старости 6 месеци поседује 7 милиона примарних ооцита, а при рођењу тај број се смањује на два милиона. Почетком пубертета, девојчице имају свега 400 до 500 хиљада ових ћелија; док је сперматогенеза је континуиран процес који траје 64 дана и траје током читавог живота мушке јединке.
Разлике између сперматогенезе и оогенезе:
1. У сперматогенези од једне примарне сперматоците настају четири функционална гамета – сперматозоида
2. У оогенези од једне примарне ооците настаје само један функционални гамет - оотида
3. Сперматогенеза почиње у пубертету и траје до краја живота
4. Оогенеза започиње за време ембрионалног живота и траје до менопаузе
5. Сперматогенеза је континуирани процес

Оогенеза је дисконтинуирани процес